# Wikipedia polskojęzyczna

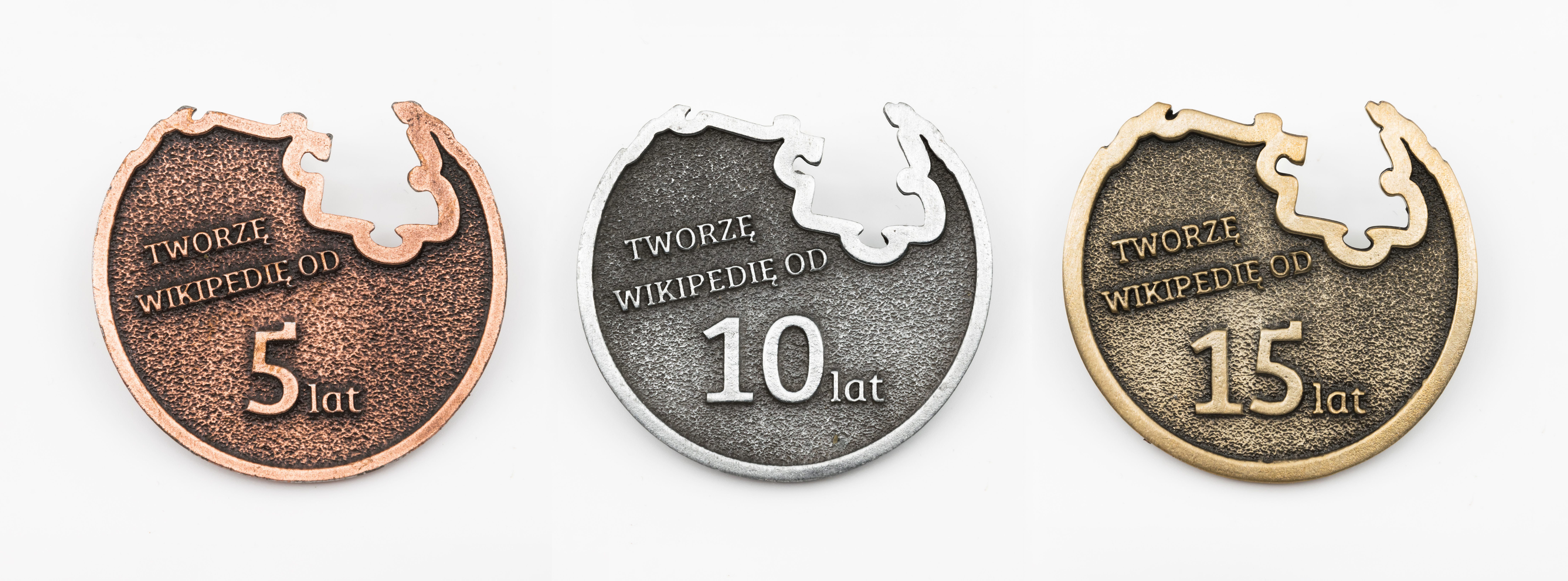
Medale polskojęzycznej Wikipedii

Wikipedia polskojęzyczna – edycja Wikipedii tworzona w języku polskim, powstała 26 września 2001. Należy do 10 najczęściej odwiedzanych witryn internetowych w Polsce, z miesięczną liczbą użytkowników przekraczającą 10 milionów. 80,8% użytkowników z Polski korzysta z polskiej wersji językowej.
We wrześniu 2013 zasoby tej encyklopedii przekroczyły milion artykułów. Obecnie w polskojęzycznej Wikipedii znajduje się 1 664 377 haseł. To wielokrotnie więcej niż w innych encyklopediach internetowych w języku polskim, przykładowo encyklopedia PWN zawiera 122 tysiące haseł, a Wielka Interaktywna Encyklopedia Multimedialna portalu Onet.pl WIEM – 125 tysięcy.
Od 2005 roku rozwój polskojęzycznej Wikipedii jest wspierany przez stowarzyszenie Wikimedia Polska.

## Historia

### 2001–2005
Wikipedia polskojęzyczna została założona 26 września 2001 roku przez lekarza internistę Krzysztofa Jasiutowicza oraz fizyka Pawła Jochyma. Pierwszy artykuł poświęcony był regule Titiusa-Bodego. Początkowo funkcjonowała jako samodzielny projekt Polska Wolna Encyklopedia Sieciowa i znajdowała się pod adresem wiki.rozeta.com.pl, należącym do krakowskiego przedsiębiorcy Shift. 12 stycznia 2002, zgodnie z sugestią twórców wersji angielskiej, została przyłączona do międzynarodowego grona podobnych projektów i przeniosła się pod adres pl.wikipedia.com, a 22 listopada 2002 na podstawowy do dziś – pl.wikipedia.org. Następnego dnia nastąpiło także przeniesienie zawartości Wikipedii pisanej w języku polskim na serwer z nową wersją oprogramowania (z oprogramowania napisanego w Perlu na napisane w PHP).
27 stycznia 2005 założyciele polskiej edycji Wikipedii, Krzysztof Jasiutowicz oraz Paweł Jochym, otrzymali nagrodę Internetowego Obywatela Roku 2004 przyznawaną przez stowarzyszenie Internet Obywatelski.
14 sierpnia 2005 roku zostało założone, a 15 listopada tego samego roku zostało zarejestrowane, Stowarzyszenie Wikimedia Polska, którego celem jest reprezentowanie i wspieranie projektów Wikimedia Foundation, a także działanie na rzecz rozwoju społeczności skupionej wokół tych projektów.
18 września 2005 Wikipedia polskojęzyczna wyprzedziła wersję szwedzką Wikipedii i tym samym znalazła się na szóstym miejscu wśród największych wersji Wikipedii. Kilka dni później, bo 23 września, polskojęzyczna wersja znalazła się na piątym miejscu, wyprzedzając wersję włoską.
Pierwszy raz Wikipedia polskojęzyczna została wydana razem z czasopismem „Enter SPECIAL” Wiedza z Sieci w grudniu 2005 roku. Po publikacji Zarząd Stowarzyszenia Wikimedia Polska wydał oświadczenie, w którym zwracał uwagę na naruszenie zasad licencji GNU FDL, do którego doszło w wyniku publikacji artykułów bez danych o ich autorach.

### 2006–2010

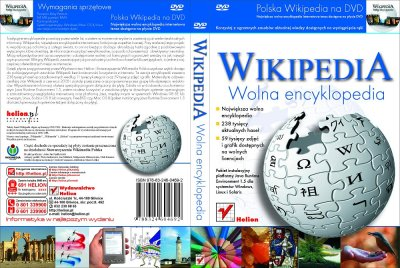
Wikipedia na DVD z Helionem

15 stycznia 2006 polska wersja znalazła się na czwartym miejscu, wyprzedzając wersję japońską i utrzymywała się na tym miejscu do maja 2011. Zbliżyła się również do wersji francuskojęzycznej, a najmniejszą różnicę odnotowano 18 lutego 2006 – wynosiła wtedy około 27 tysięcy artykułów. Później jednak różnica ta systematycznie się zwiększała.
W 2006 roku Stowarzyszenie Wikimedia Polska we współpracy z wydawnictwem Helion rozpoczęło prace nad wydaniem Wikipedii polskojęzycznej na płycie DVD. Prace nad tekstami artykułów zostały ukończone w listopadzie 2006. Na płycie zamieszczono oprogramowanie WikiMiner napisane w języku Java, które po zainstalowaniu na komputerze użytkownika ułatwia wyszukiwanie artykułów. Płyta, zawierająca 238 000 artykułów oraz 59 000 zdjęć i grafik, ukazała się pod koniec lipca 2007.
W 2006 roku media masowe opisały historię artykułu-mistyfikacji – Henryk Batuta. Anonimowy autor lub autorzy stworzyli w Wikipedii artykuł opisujący nieistniejącą postać historyczną, a po ośmiu miesiącach ci sami lub inni autorzy zaczęli dodawać informacje o tej fikcyjnej postaci do innych artykułów w Wikipedii, prawdopodobnie dla uwiarygodnienia fałszerstwa i podbicia rankingu tego hasła w wyszukiwarkach internetowych. Według artykułów prasowych w „Gazecie Wyborczej”, „Przekroju” i „The Observer” mistyfikacja ta była dziełem grupy osób określających się jako „Armia Batuty”. Sprawa ta była w kolejnych latach wielokrotnie przypominana w artykułach prasowych na temat Wikipedii.
W lutym 2007 roku na polskojęzycznej Wikipedii zarejestrował się stutysięczny użytkownik, a we wrześniu wybrano spośród ochotników pierwszy skład Komitetu Arbitrażowego, rozstrzygającego najpoważniejsze spory między wikipedystami. 14 maja 2008 napisano artykuł numer 500 000, zaś 17 listopada uruchomiono w polskojęzycznej Wikipedii mechanizm wersji przejrzanych, mający na celu sprawne eliminowanie zmian wprowadzonych złośliwie lub dla zabawy. Zmiany dokonywane przez początkujących autorów są przeglądane i oznaczane przez użytkowników z uprawnieniami redaktora. System wersji przejrzanych nie jest powiązany z kontrolą merytoryczną artykułów.
W 21/2008 urodzinowym numerze magazynu komputerowego „Komputer Świat”, została dodana specjalna płyta DVD-ROM pod tytułem Encyklopedia Komputer Świata zawierająca 433 083 artykułów z Wikipedii i ok. 150 000 zdjęć.
W kwietniu 2009 roku Wikimedia Foundation oraz spółka Orange podpisały porozumienie w celu rozwijania nowych usług i funkcji związanych z treścią Wikipedii. Zobowiązania Orange dotyczą klientów w Polsce oraz Francji, Wielkiej Brytanii i Hiszpanii. W Polsce efektem porozumienia było wprowadzenie usług ułatwiających korzystanie z Wikipedii abonentom Orange oraz stworzenie odrębnego serwisu portalu Wirtualna Polska, będącego połączeniem dotychczasowych treści z treściami polskojęzycznej Wikipedii.
13 października 2009 Polskie Towarzystwo Informatyczne przyznało polskojęzycznej Wikipedii specjalne wyróżnienie za innowacyjność społeczną.

### Od 2011
W 2012 roku Joanna Bator skrytykowała Wikipedię w „Gazecie Wyborczej”, gdyż nie pozwolono jej poprawić daty swoich urodzin w Wikipedii, błędnie podanej w innych źródłach. Powodem było niepowołanie się przez autorkę na weryfikowalne źródła zewnętrzne. Dariusz Jemielniak, analizując ten incydent, zauważa, że stanowi on przykład niezrozumienia zasad Wikipedii przez społeczeństwo. Była to pierwsza w Polsce tak głośna krytyka nowych mediów przez twórców literatury, która doprowadziła do dyskusji w licznych mediach.
4 czerwca 2012 Wikipedia polskojęzyczna przekroczyła 900 000 artykułów, a półtora miesiąca później utworzono półmilionowe konto użytkownika. 24 września 2013 napisano milionowy artykuł.
We wrześniu 2021 roku projekt obchodził swoje 20. urodziny. Przy tej okazji Jakub Kowalski piszący dla TVP napisał reportaż ukazujący historię Wikipedii i jej wady. Głównym oskarżeniem były skłonności zarówno lewicowe, jak i prawicowe podczas pisania artykułów. 26 kwietnia 2023 roku Wikipedia polskojęzyczna uruchomiła nową odsłonę strony poprzez aktualizację interfejsu dla komputerów stacjonarnych, który w zamierzeniu ma stawiać na użyteczność serwisu, przez co Wikipedia ma być łatwiejsza w użyciu, a sama aktualizacja została stworzona we współpracy z wolontariuszami Wikipedii z całego świata i w momencie wprowadzania była dostępna w większości aktywnych wersji językowych Wikipedii, w tym angielskiej, japońskiej, francuskiej, arabskiej czy czeskiej.
Wikipedia w języku polskim znajduje się na jedenastym miejscu wśród edycji językowych Wikipedii pod względem liczby artykułów, ustępując wersjom w językach: angielskim, cebuańskim, szwedzkim, niemieckim, francuskim, niderlandzkim, rosyjskim, hiszpańskim, włoskim i egipskim dialekcie języka arabskiego.

Logo dziesiątej rocznicy powstania polskojęzycznej Wikipedii
Logotypy polskich obchodów 15. rocznicy powstania Wikipedii
Logo dwudziestej rocznicy powstania polskojęzycznej Wikipedii

## Dane statystyczne

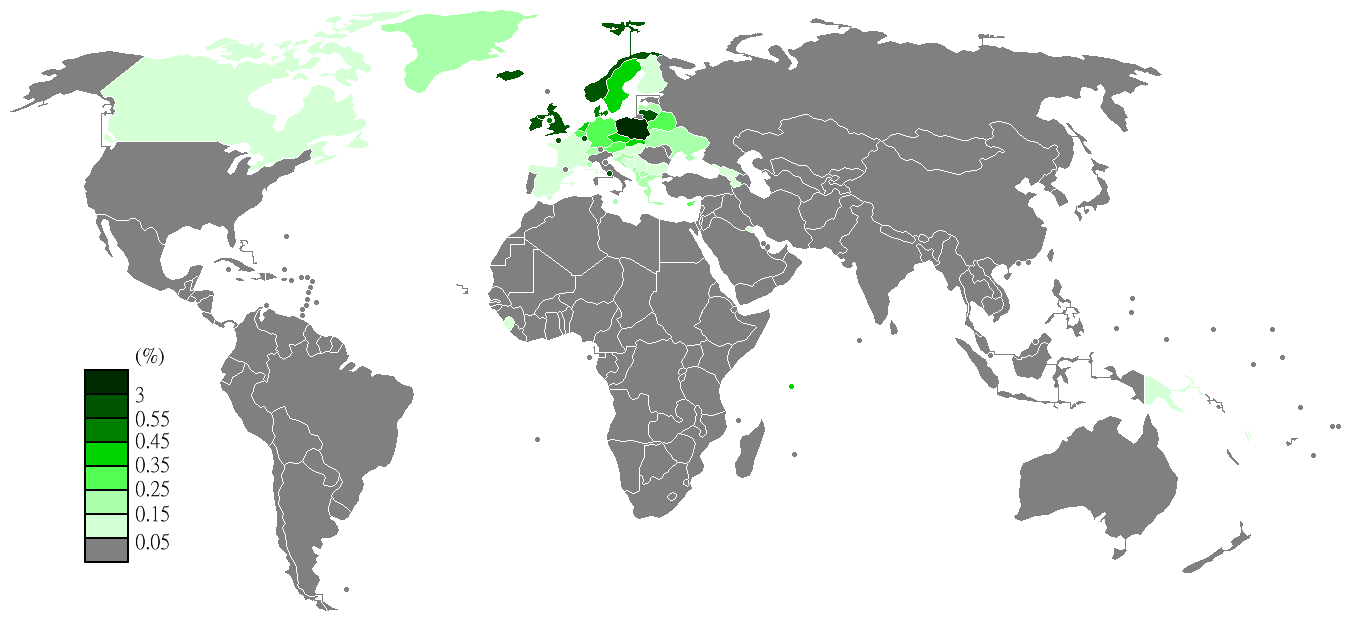
Oglądalność stron polskiej wersji językowej (2011–2012) w poszczególnych krajach

### Zawartość
Według danych sprzed 2007 roku w 1/5 artykułów polskojęzycznej Wikipedii autorzy (nie przestrzegając jednej z podstawowych zasad Wikipedii, neutralnego punktu widzenia) prezentowali osobiste, subiektywne poglądy. Język Wikipedii, z uwagi na wolontariacki charakter pisania artykułów (twórcami są wolontariusze, głównie studenci, pasjonaci i hobbyści kierujący się misją publikowania źródeł wiedzy dla innych) różnił się od języka profesjonalnych encyklopedii. Wielu autorów przed przystąpieniem do tworzenia i edycji artykułów nie zapoznawało się z zasadami Wikipedii, zaleceniami edycji czy poradami stylistycznymi. Efektem tego były nierzadkie błędy językowe, m.in. w ponad 1/3 artykułów występowały kolokwializmy zaczerpnięte z języka potocznego, używane były pleonazmy; w 1/5 do przekazania treści zastosowane były zbyt długie zdania o złej konstrukcji gramatycznej lub stylistycznej. Często spotykano niewłaściwą (bądź niedbałą) interpunkcję.
Według danych na 22 sierpnia 2011 w internetowych bazach orzecznictwa sądów polskich znajdowało się 200 orzeczeń polskich sądów administracyjnych, 15 orzeczeń Krajowej Izby Odwoławczej i jedno orzeczenie regionalnej izby obrachunkowej, w których odwoływano się do informacji zaczerpniętych z Wikipedii. Najczęściej z Wikipedii korzystano w sprawach podatkowych i celnych. Zjawisko wykorzystywania Wikipedii obserwuje się także w orzecznictwie Trybunału Sprawiedliwości UE.
Pod względem stosunku liczby artykułów uznanych przez wikipedystów jako dobre lub medalowe (najlepsze) do liczby wszystkich artykułów, witryna polskojęzyczna plasowała się w 2012 roku na poziomie porównywalnym do Wikipedii czeskiej, rosyjskiej czy portugalskiej. Według danych ze stycznia 2012 Wikipedia polskojęzyczna była również na drugim miejscu na świecie, za holenderską Wikipedią, pod względem liczby artykułów per capita, tj. w przeliczeniu na liczbę osób władających danym językiem ojczystym.
Badania wkładu zarejestrowanych użytkowników w 10 największych edycjach językowych wykazały, że stosunek liczby autorów do liczby artykułów różnił się znacznie. W wersji anglojęzycznej na jednego autora przypadały dwa artykuły, a w edycji szwedzkiej – 20. Mimo to we wszystkich badanych wersjach językowych za powstanie 90% treści odpowiada około 10% zarejestrowanych użytkowników. Współczynnik Giniego dla wszystkich badanych wersji językowych był wyższy od 0,9. Dla polskiej wersji językowej wynosił 0,957015. Niższy współczynnik świadczący o nieco równiejszym wkładzie autorów obliczono dla edycji takich jak angielska czy japońska, odpowiednio 0,93076 i 0,9246.
Jeden ze wskaźników statystycznych Wikipedii – wskaźnik głębokości (ang. depth ratio) dla Wikipedii polskojęzycznej w sierpniu 2018 roku wyniósł 28,41. W tym samym czasie wskaźnik angielskiej Wikipedii wynosił 800,5. Wśród 14 innych Wikipedii z ponad milionem artykułów tylko szwedzka, cebuańska, warajska i holenderska mają niższe wskaźniki od edycji polskiej. Wyższy wskaźnik oznacza częstszą aktualizację artykułów, większą liczbę edycji oraz większą liczbę stron niebędących artykułami, co uznano za wskaźnik poziomu współpracy między wikipedystami. Wskaźnik jest specyficzny dla Wikipedii i nie ma odniesienia do wartości naukowej artykułów.
Inny wskaźnik określający produktywność, liczoną jako liczba artykułów do liczby pozostałych stron i liczba słów przypadających na jedną edycję, stawia Wikipedię pisaną w języku polskim na jednym z pierwszych miejsc. Biorąc próbkę 1000 artykułów, „które każda encyklopedia powinna mieć”, i oceniając ich obecność i długość, Wikipedia polskojęzyczna plasuje się na 20. miejscu pośród wszystkich Wikipedii.

### Autorzy
Większość edytorów polskojęzycznej Wikipedii, którzy ujawnili dane o sobie, ukończyła studia magisterskie, a przeciętny wiek polskiego wikipedysty to 29 lat (stan na 2018 rok). Analiza demograficzna wzorców aktywności edycyjnej pokazała, że w polskojęzycznej wersji językowej aktywność ulega znacznemu obniżeniu w okresie nocy dla strefy czasowej, w której położona jest Polska. Podobną zależność zaobserwowano na wersji włoskiej, węgierskiej, katalońskiej i holenderskiej. Analiza aktywności w poszczególnych dniach tygodnia pokazała, że Wikipedia polskojęzyczna jest rozwijana głównie w weekendy. Wersje językowe takie jak angielska, niemiecka, hiszpańska, portugalska, czy włoska rozwijane są głównie w dni robocze. Większość zmian w polskiej wersji językowej wykonywana jest z Polski (91%). Znacząca liczba zmian dokonywana jest z terytorium Wielkiej Brytanii (1,5%), Stanów Zjednoczonych (1,3%), Niemiec (1,1%), Francji (0,8%) oraz Szwecji (0,7%). Edycje w języku polskim stanowią 2,1% zmian w Wikipedii.
W 2018 twórcy Wikipedii polskojęzycznej zostali finalistami XIV edycji konkursu Popularyzator Nauki organizowanego przez Ministerstwo Nauki i Szkolnictwa Wyższego oraz PAP w kategorii zespół. Z kolei w 2023 roku polska społeczność pobiła ustanowiony przez Meksykanów rekord Guinnessa w najdłuższym edytonie – Wikipedię edytowano wówczas bez przerwy przez 100 godzin.